# Ferrari
Ferrari S.p.A. je talijanski proizvođač športskih automobila kojemu se sjedište nalazi u Maranellu, Italiji. Trenutni predsjednik tvrtke je Luca Cordero di Montezemolo, a potpredsjednik Piero Ferrari. Tvrtku je osnovao Enzo Ferrari, 1929. godine pod imenom Scuderia Ferrari u Modeni, Italiji. Za vrijeme Drugog svjetskog rata tvrtka se preselila u Maranello. U početku tvrtka je radila samo trkače automobile, te je sponzorirala vozače. Godine 1947., tvrtka je počela raditi cestovne športske automobile. Kroz cijelu povijest tvrtka je poznata po sudjelovanjima u utrkivanjima, posebno u Formuli 1 gdje ima najviše uspjeha. Ferrarijevi cestovni automobili su uglavnom prikazani kao simbol luksuza i bogatstva.
Trenutni vozači Ferrarija u Formuli 1 su Carlos Sainz Jr. i Charles Leclerc u modelu F1-75 i nalaze se na drugom mjestu na tabeli konstruktora. Tvrtka Ferrari trenutno proizvodi četiri modela automobila. To su California, 458 Italia, F12berlinetta i FF.

## Povijest

### Osnivanje i početci (1929. – 1946.)
U početku, Enzo Ferrari nije bio zainteresiran sa zamisli da krene u porizvodnju cestovnih automobila, pa je 1929. godine osnovao tvrtku Scuderia Ferrari (što doslovno znači štala Ferrarija, a obično se koristi u značenju "momčad Ferrari", te se pravilno izgovara [skudeˈriːa]). Tvrtka je osnovana u Modeni, Italiji, te je započela s radom kao sponzor vozačima početnicima. Enzo Ferrari je uspješno pripremio mnoge vozače koji su vozili za Alfu Romeo do 1938. godine. Te godine je angažiran kad vodeći čovjek Alfinog odjela za utrkivanje. Godine 1941., Alfa Romeo je ugašena od strane fašističke vlade koju je predvodio Benito Mussolini. Enzova tvrtka je bila toliko mala da na nju taj zakon nije imao utjecaja. Tada mu je bilo zabranjeno da se utrkuje četiri godine, te je Scuderia nakratko postala Auto Avio Costruzioni Ferrari, koja je proizvodila alatne strojeve i pribor za zrakoplove. Također poznata pod nazivom Scuderia Enzo Ferrari Auto Corse, proizvela je jedan trkači automobil, Auto Avio Costruzioni 815. To je ujedno bio i prvi Ferrarijev automobil (debitirao je 1940. godine na natjecanju Mille Miglia), ali je malo korišten zbog Drugog svjetskog rata. Godine 1943., tvrtka se preselila u Maranello gdje je ostala sve do danas. Odmah sljedeće godine tvrtka je bila uništena nakon savezničkog bombardiranja. Obnovljena je 1946. godine, te je nastavila s proizvodnjom automobila.

### Prvi cestovni automobili (1947. – 1962.)
Ferrarijev prvi cestovni automobil 125 S počeo se proizvoditi 1947. godine. Imao je 1.5 L V12 motor. Enzo Ferrari je tada počeo s proizvodnjom cestovnih automobila da bi mogao uzdržavati Scuderiju Ferrari. Godine 1950., Ferrari se uključio u prvenstvo Formule 1. Prvu vozačku titulu u Ferrariju osvojio je Alberto Ascari, 1952. godine. Kroz cijele 1950-e Ferrari je proizvodio uspješni model 250. Godine 1961. u Ferrariju, unutarnje napetosti dosegle su vrhunac. Dugogodišnji voditelj prodaje, Girolamo Gardini bio je ljut na Enzovu ženu Lauru, zbog njenog sudjelovanja u tvrtki. Enzo i Gardini su se često svađali, ali je njihov spor stvorio krizu u tvrtki. Tada je Gardini dao ultimatum: ako se napetosti nastave, on napušta tvrtku. Nakon toga, Enzo je otpustio Gardinija, kao i menadžera Scuderije Ferrari, Romola Tavonija. Također je otpustio glavnog inženjera Carla Chitija, šefa razvoja automobila Giotta Bizzarrinija, kao i mnoge druge koji su stajali uz Gardinija. To su bili golemi gubici, te se mislilo da će to biti kraj za Ferrari. Kasnije, svi otpušteni su stvorili novu tvrtku Automobili Turismo e Sport koja se trebala natjecati s Ferrarijem. To je bilo najteže vrijeme za Ferrari. U toj praznini, za Ferrari su počeli raditi mladi inženjer Mauro Forghieri i čovjek za utrke Sergio Scaglietti. Dvojica su razvili model 250 GTO kojeg su poslali na stazu Sebring s vozačem Philom Hillom. Automobil je počeo pobijeđivati 1962. godine, te je nadmašio Jaguarov model E-Type. Krenulo je uspješno doba za Ferrari kada je proizveo model Dino.

### Porsche, Fiat i suparnici u Sjedinjenim Američkim Državama (1963. – 1971.)
U ranim 1960-ima pojavio se novi suparnik Ferrariju, Shelby Cobra kojeg je razvio američki poduzetnik Carroll Shelby. Nakon toga Ford je pokušao kupiti Ferrari, ali mu to nije uspjelo. Godina 1964. i 1965. utrkama su dominirali Ferrarijevi modeli P, ali im je na kraj stao Ford GT40 koji je 1966. godine na 24 sata Le Mansa pobijedio sa sva tri automobila. Ford je opet dominirao nad Ferrarijem 1967. godine, pa također i 1968. i 1969. godine. Godine 1968. pojavio se još jedan suparnik, Porsche koji se uveo s modelom 908. Ferrari je odgovorio s modelom 312P. Godine 1969., Porsche predstavlja bolji model, 917 na kojeg Ferrari uzvraća s modelom 512. Na kraju je Porsche osvojio svjetsko prvenstvo, a Ferrari je bio tek četvrti. Godine 1970. održale su se mnoge velike utrke. Porsche je slavio na svima, osim na 12 sati Sebringa gdje su slavili Ferrarijevi vozači Ignazio Giunti, Nino Vaccarella i Mario Andretti. Poslije toga Ferrari je odustao od modela 512, te je krenuo u razvijanje modela 312PB za 1972. godinu. Uz dodatak Porscheu, pojavio se model Tipo 33, Alfe Romeo koje je osvojio prvenstvo. Ferrari je tada zauzeo drugo mjesto u sveukupnom svjetskom prvenstvu. Početkom 1969. godine Fiat je preuzeo 50% udjela u Ferrariju. Poslije toga, tvornica Ferrarija se povećala. Također su se povećali investicijski fondovi. Fiat je povećao brzinu razvoja, proizvodnje i prodaje cestovnih automobila, ali nije imao utjecaja na odjel za utrke u Ferrariju.

### Povlačenje s trkaćim automobilima i fokusiranje na Formulu 1 (1972. – 1987.)
Ferrari 1970-ih godina nastavlja s proizvodnjom cestovnih automobila. Tada se javljaju dva popularna modela, 400 i 308. U utrkivanju, Ferrari je 1972. godine dominirao s modelom 312PB protiv suparnika Alfe Romeo. Sljedeće godine Ferrari je već počeo gubiti dominaciju, gubeći utrke od Matre. Ferrari je te godine zauzeo drugu mjesto u sveukupnom poretku, te se povukao iz športskih auto utrka. Nakon toga Ferrari se okrenuo Formuli 1. Godine 1970-e bile su uspješne za Ferrari u Formuli 1. Niki Lauda je osvojio svjetsko prvenstvo 1975. i 1977. godine, a Jody Scheckter 1979. godine. Godina 1980-ih momčad Ferrarija je ušla u razdoblje krize, što je kulminiralo smrću Gillesa Villeneuvea u Belgiji 1982. godine. Iste godine u Njemačkoj, gotovo je došle do kobne nesreće Didiera Pironija. U to doba počeo se proizvoditi model cestovnog automobila Testarossa. Automobil je postao jedan od najprodavanijih i najpopularnijih Ferrarija ikada.

### Smrt Enza Ferrarija i još veći uspjeh tvrtke (1988. – 1999.)
Godine 1988., Enzo Ferrari je nadgledao predstavljanje Ferrarija F40, posljednjeg Ferrarija koji je predstavljen prije njegove smrti kasnije te godine. Automobil se smatra jednim od najpoznatijih superautomobila koji je ikada napravljen. Osnivač tvrtke Enzo Ferrari preminuo je 14. kolovoza u 90. godini života u Maranellu, Italiji. Godine 1991. na njegovo mjesto došao je bivši športski direktor Luca Cordero di Montezemolo. U to doba popularnost Ferrarija počinje rasti, te se javljaju modeli kao što su 348. Godine 1993. na mjesto športskog direktora dolazi Jean Todt. Tada se pojavljuju još dva popularna modela Ferrarija 550 Maranello i superautomobil F50. Godine 1996. u momčad Formule 1 dolazi njemački vozač Michael Schumacher koji je propustio osvajanje prvenstva 1997. i 1999. godine.

## Identitet

### Amblem
Poznati simbol momčadi Ferrarija je Cavallino Rampante ("propeti konj"). Na amblemu se nalazi crni propinjući pastuh na žutoj pozadini, obično sa slovima SF (što znači Scuderia Ferrari), s tri pruge zelene, bijele i crvene boje (talijanske nacionalne boje) na vrhu. Cestovni automobili imaju pravokutni logo na poklopcu motora. Također imaju logo na obje strane, oba prednja krila do vrata. Enzo Ferrari je 17. lipnja 1923. godine pobijedio utrku na stazi Savio u Ravenni, gdje je upoznao groficu Paolinu, majku grofa Francesca Baracce. On je bio pilot talijanskog ratnog zrakoplovstva i nacionalni heroj Prvog svjetskog rata, koji je svoje zrakoplove oslikavao propetim konjima. Grofica je preporučila Enzu da koristi konja za svoje automobile, sugerirajući da bi mu to moglo donijeti sreću. Pravi propeti konji na Baraccinim zrakoplovima bili su obojeni u crveno na bijelom oblaku, ali je Enzo odlučio staviti crnog konja (kao znak žalosti za Baraccinu eskadrilu gdje je ubijen) i dodao je žutu pozadinu, jer je to boja njegovog rodnog grada Modene. Ferrarijev konj je od samog početka postao drugačiji od Baraccinog konja. Najuočljiviji detalj je rep. Ferrari koristi amblem kao službeni logo tvrtke od 1929. godine. Alfa Romeo je počela koristiti znak u sastavu sa Scuderijom Ferrari od 9. srpnja 1932. godine na utrci 24 sata Spa.

### Korištenje amblema
Motiv propetog konjića se može naći na starim kovanicama. Sličan crni konj na žutoj pozadini je grb njemačkog grada Stuttgarta. Grad je dom Mercedes-Benzu i Porscheu koji su bili glavni suparnici Ferrariju i Alfi Romeo kroz 1930-e-

## Poslovi

### Korporativni poslovi
Godine 1963., Enzo Ferrari je razmišljao o prodaji Ferrarija Fordu. Ford je tada revidirao imovinu Ferrarija, ali pravni pregovori i razgovori su se prekinuli kada su u Ferrariju vidjeli da bi pod Fordovim ugovorom morali ugasiti svoj trkaći program. Henry Ford II je posljedično obnovio svoju trkaću diviziju, stvarajući suradnje s Lotusom, Lolom i Cooperom za izgradnju dovoljno dobrog automobila koji bi pobijedio Ferrari. To je na kraju rezultiralo proizvodnjom Forda GT40, 1964. godine. Kad je Fordov ugovor propao, Ferrariju je prišao Fiat koji je kupio jedan dio tvrtke. Enzo Ferrari je zadržao 10% udjela koji se trenutno nalazi u vlasništvu njegova sina Piera Ferrarija. Ferrari upravlja svojim brandom koji proizvodi i prodaje naočale, olovke, parfeme, odjeću, bicikle, satove, pa čak i laptop računala. Ferrari je također pokrenuo muzej, Galleria Ferrari u Maranellu. U muzeju su izloženi stari modeli automobila. Godine 2010. otvoren je zabavni park Ferrari World na Yas Islandu, u Abu Dhabiju.

### Partnerstva
Ferrari je imao dugogodišnju vezu s tvrtkom Shell Oil. To je tehničko partnerstvo Ferrarija i Ducatija, kao i opskrba goriva i ulja u Formuli 1, MotoGP-u i Superbikeu. Poseban benzin Shell V-Power koristio se dugo godina u Ferrariju. Ferrari također opskrbljuje druge momčadi sa svojim motorima u Formuli 1. To su trenutno Scuderia Toro Rosso i Sauber.

### Prodaja
Ferrarijeva procijenjena ukupna prodaja automobila kroz cijelu povijest je oko 130.000 primjeraka.
|       |       |       |       |       |       |       |       |       | 1     |       |       |       |       |       |       |       |       |       | 2     |       |       |       |       |       |       |       |       |       | 3     |       |       |       |       |       |       |       |       |       | 4     |       |       |       |       |       |       |       |       |       | 5     |       |       |       |       |       |       |       |       |       | 6     |       |       |       |       |       |       |       |       |       | 7     |       |       |  |  |  |  |  |  |  | 8 |  |  |  |  |  |  |  |  |  |  |  |
| 1999. | 3.775 | 3.775 | 3.775 | 3.775 | 3.775 | 3.775 | 3.775 | 3.775 | 3.775 | 3.775 | 3.775 | 3.775 | 3.775 | 3.775 | 3.775 | 3.775 | 3.775 | 3.775 | 3.775 | 3.775 | 3.775 | 3.775 | 3.775 | 3.775 | 3.775 | 3.775 | 3.775 | 3.775 | 3.775 | 3.775 | 3.775 | 3.775 | 3.775 | 3.775 | 3.775 | 3.775 | 3.775 | 3.775 |       |       |       |       |       |       |       |       |       |       |       |       |       |       |       |       |       |       |       |       |       |       |       |       |       |       |       |       |       |       |       |       |       |  |  |  |  |  |  |  |   |  |  |  |  |  |  |  |  |  |  |  |
| 2000. | 4.070 | 4.070 | 4.070 | 4.070 | 4.070 | 4.070 | 4.070 | 4.070 | 4.070 | 4.070 | 4.070 | 4.070 | 4.070 | 4.070 | 4.070 | 4.070 | 4.070 | 4.070 | 4.070 | 4.070 | 4.070 | 4.070 | 4.070 | 4.070 | 4.070 | 4.070 | 4.070 | 4.070 | 4.070 | 4.070 | 4.070 | 4.070 | 4.070 | 4.070 | 4.070 | 4.070 | 4.070 | 4.070 | 4.070 | 4.070 | 4.070 |       |       |       |       |       |       |       |       |       |       |       |       |       |       |       |       |       |       |       |       |       |       |       |       |       |       |       |       |       |       |  |  |  |  |  |  |  |   |  |  |  |  |  |  |  |  |  |  |  |
| 2001. | 4.289 | 4.289 | 4.289 | 4.289 | 4.289 | 4.289 | 4.289 | 4.289 | 4.289 | 4.289 | 4.289 | 4.289 | 4.289 | 4.289 | 4.289 | 4.289 | 4.289 | 4.289 | 4.289 | 4.289 | 4.289 | 4.289 | 4.289 | 4.289 | 4.289 | 4.289 | 4.289 | 4.289 | 4.289 | 4.289 | 4.289 | 4.289 | 4.289 | 4.289 | 4.289 | 4.289 | 4.289 | 4.289 | 4.289 | 4.289 | 4.289 | 4.289 | 4.289 |       |       |       |       |       |       |       |       |       |       |       |       |       |       |       |       |       |       |       |       |       |       |       |       |       |       |       |       |  |  |  |  |  |  |  |   |  |  |  |  |  |  |  |  |  |  |  |
| 2002. | 4.236 | 4.236 | 4.236 | 4.236 | 4.236 | 4.236 | 4.236 | 4.236 | 4.236 | 4.236 | 4.236 | 4.236 | 4.236 | 4.236 | 4.236 | 4.236 | 4.236 | 4.236 | 4.236 | 4.236 | 4.236 | 4.236 | 4.236 | 4.236 | 4.236 | 4.236 | 4.236 | 4.236 | 4.236 | 4.236 | 4.236 | 4.236 | 4.236 | 4.236 | 4.236 | 4.236 | 4.236 | 4.236 | 4.236 | 4.236 | 4.236 | 4.236 |       |       |       |       |       |       |       |       |       |       |       |       |       |       |       |       |       |       |       |       |       |       |       |       |       |       |       |       |       |  |  |  |  |  |  |  |   |  |  |  |  |  |  |  |  |  |  |  |
| 2003. | 4.238 | 4.238 | 4.238 | 4.238 | 4.238 | 4.238 | 4.238 | 4.238 | 4.238 | 4.238 | 4.238 | 4.238 | 4.238 | 4.238 | 4.238 | 4.238 | 4.238 | 4.238 | 4.238 | 4.238 | 4.238 | 4.238 | 4.238 | 4.238 | 4.238 | 4.238 | 4.238 | 4.238 | 4.238 | 4.238 | 4.238 | 4.238 | 4.238 | 4.238 | 4.238 | 4.238 | 4.238 | 4.238 | 4.238 | 4.238 | 4.238 | 4.238 |       |       |       |       |       |       |       |       |       |       |       |       |       |       |       |       |       |       |       |       |       |       |       |       |       |       |       |       |       |  |  |  |  |  |  |  |   |  |  |  |  |  |  |  |  |  |  |  |
| 2004. | 4.975 | 4.975 | 4.975 | 4.975 | 4.975 | 4.975 | 4.975 | 4.975 | 4.975 | 4.975 | 4.975 | 4.975 | 4.975 | 4.975 | 4.975 | 4.975 | 4.975 | 4.975 | 4.975 | 4.975 | 4.975 | 4.975 | 4.975 | 4.975 | 4.975 | 4.975 | 4.975 | 4.975 | 4.975 | 4.975 | 4.975 | 4.975 | 4.975 | 4.975 | 4.975 | 4.975 | 4.975 | 4.975 | 4.975 | 4.975 | 4.975 | 4.975 | 4.975 | 4.975 | 4.975 | 4.975 | 4.975 | 4.975 | 4.975 | 4.975 |       |       |       |       |       |       |       |       |       |       |       |       |       |       |       |       |       |       |       |       |       |  |  |  |  |  |  |  |   |  |  |  |  |  |  |  |  |  |  |  |
| 2005. | 5.409 | 5.409 | 5.409 | 5.409 | 5.409 | 5.409 | 5.409 | 5.409 | 5.409 | 5.409 | 5.409 | 5.409 | 5.409 | 5.409 | 5.409 | 5.409 | 5.409 | 5.409 | 5.409 | 5.409 | 5.409 | 5.409 | 5.409 | 5.409 | 5.409 | 5.409 | 5.409 | 5.409 | 5.409 | 5.409 | 5.409 | 5.409 | 5.409 | 5.409 | 5.409 | 5.409 | 5.409 | 5.409 | 5.409 | 5.409 | 5.409 | 5.409 | 5.409 | 5.409 | 5.409 | 5.409 | 5.409 | 5.409 | 5.409 | 5.409 | 5.409 | 5.409 | 5.409 | 5.409 |       |       |       |       |       |       |       |       |       |       |       |       |       |       |       |       |       |  |  |  |  |  |  |  |   |  |  |  |  |  |  |  |  |  |  |  |
| 2006. | 5.671 | 5.671 | 5.671 | 5.671 | 5.671 | 5.671 | 5.671 | 5.671 | 5.671 | 5.671 | 5.671 | 5.671 | 5.671 | 5.671 | 5.671 | 5.671 | 5.671 | 5.671 | 5.671 | 5.671 | 5.671 | 5.671 | 5.671 | 5.671 | 5.671 | 5.671 | 5.671 | 5.671 | 5.671 | 5.671 | 5.671 | 5.671 | 5.671 | 5.671 | 5.671 | 5.671 | 5.671 | 5.671 | 5.671 | 5.671 | 5.671 | 5.671 | 5.671 | 5.671 | 5.671 | 5.671 | 5.671 | 5.671 | 5.671 | 5.671 | 5.671 | 5.671 | 5.671 | 5.671 | 5.671 | 5.671 | 5.671 |       |       |       |       |       |       |       |       |       |       |       |       |       |       |  |  |  |  |  |  |  |   |  |  |  |  |  |  |  |  |  |  |  |
| 2007. | 6.465 | 6.465 | 6.465 | 6.465 | 6.465 | 6.465 | 6.465 | 6.465 | 6.465 | 6.465 | 6.465 | 6.465 | 6.465 | 6.465 | 6.465 | 6.465 | 6.465 | 6.465 | 6.465 | 6.465 | 6.465 | 6.465 | 6.465 | 6.465 | 6.465 | 6.465 | 6.465 | 6.465 | 6.465 | 6.465 | 6.465 | 6.465 | 6.465 | 6.465 | 6.465 | 6.465 | 6.465 | 6.465 | 6.465 | 6.465 | 6.465 | 6.465 | 6.465 | 6.465 | 6.465 | 6.465 | 6.465 | 6.465 | 6.465 | 6.465 | 6.465 | 6.465 | 6.465 | 6.465 | 6.465 | 6.465 | 6.465 | 6.465 | 6.465 | 6.465 | 6.465 | 6.465 | 6.465 | 6.465 | 6.465 |       |       |       |       |       |       |  |  |  |  |  |  |  |   |  |  |  |  |  |  |  |  |  |  |  |
| 2008. | 6.587 | 6.587 | 6.587 | 6.587 | 6.587 | 6.587 | 6.587 | 6.587 | 6.587 | 6.587 | 6.587 | 6.587 | 6.587 | 6.587 | 6.587 | 6.587 | 6.587 | 6.587 | 6.587 | 6.587 | 6.587 | 6.587 | 6.587 | 6.587 | 6.587 | 6.587 | 6.587 | 6.587 | 6.587 | 6.587 | 6.587 | 6.587 | 6.587 | 6.587 | 6.587 | 6.587 | 6.587 | 6.587 | 6.587 | 6.587 | 6.587 | 6.587 | 6.587 | 6.587 | 6.587 | 6.587 | 6.587 | 6.587 | 6.587 | 6.587 | 6.587 | 6.587 | 6.587 | 6.587 | 6.587 | 6.587 | 6.587 | 6.587 | 6.587 | 6.587 | 6.587 | 6.587 | 6.587 | 6.587 | 6.587 | 6.587 |       |       |       |       |       |  |  |  |  |  |  |  |   |  |  |  |  |  |  |  |  |  |  |  |
| 2009. | 6.250 | 6.250 | 6.250 | 6.250 | 6.250 | 6.250 | 6.250 | 6.250 | 6.250 | 6.250 | 6.250 | 6.250 | 6.250 | 6.250 | 6.250 | 6.250 | 6.250 | 6.250 | 6.250 | 6.250 | 6.250 | 6.250 | 6.250 | 6.250 | 6.250 | 6.250 | 6.250 | 6.250 | 6.250 | 6.250 | 6.250 | 6.250 | 6.250 | 6.250 | 6.250 | 6.250 | 6.250 | 6.250 | 6.250 | 6.250 | 6.250 | 6.250 | 6.250 | 6.250 | 6.250 | 6.250 | 6.250 | 6.250 | 6.250 | 6.250 | 6.250 | 6.250 | 6.250 | 6.250 | 6.250 | 6.250 | 6.250 | 6.250 | 6.250 | 6.250 | 6.250 | 6.250 | 6.250 |       |       |       |       |       |       |       |       |  |  |  |  |  |  |  |   |  |  |  |  |  |  |  |  |  |  |  |
| 2010. | 6.461 | 6.461 | 6.461 | 6.461 | 6.461 | 6.461 | 6.461 | 6.461 | 6.461 | 6.461 | 6.461 | 6.461 | 6.461 | 6.461 | 6.461 | 6.461 | 6.461 | 6.461 | 6.461 | 6.461 | 6.461 | 6.461 | 6.461 | 6.461 | 6.461 | 6.461 | 6.461 | 6.461 | 6.461 | 6.461 | 6.461 | 6.461 | 6.461 | 6.461 | 6.461 | 6.461 | 6.461 | 6.461 | 6.461 | 6.461 | 6.461 | 6.461 | 6.461 | 6.461 | 6.461 | 6.461 | 6.461 | 6.461 | 6.461 | 6.461 | 6.461 | 6.461 | 6.461 | 6.461 | 6.461 | 6.461 | 6.461 | 6.461 | 6.461 | 6.461 | 6.461 | 6.461 | 6.461 | 6.461 | 6.461 |       |       |       |       |       |       |  |  |  |  |  |  |  |   |  |  |  |  |  |  |  |  |  |  |  |
| 2011. | 7.001 | 7.001 | 7.001 | 7.001 | 7.001 | 7.001 | 7.001 | 7.001 | 7.001 | 7.001 | 7.001 | 7.001 | 7.001 | 7.001 | 7.001 | 7.001 | 7.001 | 7.001 | 7.001 | 7.001 | 7.001 | 7.001 | 7.001 | 7.001 | 7.001 | 7.001 | 7.001 | 7.001 | 7.001 | 7.001 | 7.001 | 7.001 | 7.001 | 7.001 | 7.001 | 7.001 | 7.001 | 7.001 | 7.001 | 7.001 | 7.001 | 7.001 | 7.001 | 7.001 | 7.001 | 7.001 | 7.001 | 7.001 | 7.001 | 7.001 | 7.001 | 7.001 | 7.001 | 7.001 | 7.001 | 7.001 | 7.001 | 7.001 | 7.001 | 7.001 | 7.001 | 7.001 | 7.001 | 7.001 | 7.001 | 7.001 | 7.001 | 7.001 | 7.001 | 7.001 | 7.001 |  |  |  |  |  |  |  |   |  |  |  |  |  |  |  |  |  |  |  |